# Захаріас III
Захаріас III (д/н — бл. 969) — цар держави Мукурри-Нобатії. Низка дослідників розглядає його як Захаріаса IV, рахуючи від першого правителя Захаріаса з Нобадії або його онука.

## Життєпис
Син царя Георгіоса I та Маріам. Очолив війська для придушення заколоту стриєчного брата і шварга Ніуті. Це вдалося лише за допомогою арабського військовика Абу аль-Рахмана аль-Умарі, що захопив землі в Нижній Нубії. Згодом мусив боротися проти них.
Стосовно дати є розбіжності, оскільки навіть смерть Георгіоса I достеменно невідома: за найпоширенішими даними 887 або 920 рік. Ймовірно, Захаріасу III довелося боротися з родичами, зокрема згадуються Стефан і Асабисос. Також почалося вторгнення арабських племен. Шейх одного з них Кубрі ібн Сурун висунув права на трон. Також відомо про узурпатора Кабіла.
За різними відомостями панував до 943 або 969 року. Його наступником став син Георгіос II.